# Haplocestra similis
Haplocestra similis är en fjärilsart som beskrevs av Aurivillius 1910. Haplocestra similis ingår i släktet Haplocestra och familjen nattflyn. Inga underarter finns listade i Catalogue of Life.